# San Floro
San Floro ist eine italienische Gemeinde mit 695 Einwohnern (Stand 31. Dezember 2023) in der Provinz Catanzaro, Region Kalabrien.
Das Gebiet der Gemeinde liegt auf einer Höhe von 260 m über dem Meeresspiegel und umfasst eine Fläche von 18 km². Die Nachbargemeinden sind Borgia, Caraffa di Catanzaro, Catanzaro, Cortale, Girifalco und Maida. San Floro liegt 18 km südwestlich von Catanzaro.
Die Gegend um San Floro ist seit der Jungsteinzeit bewohnt. Die Einwohner leben von der Landwirtschaft und insbesondere der Seidenherstellung.